# Невельской, Геннадий Иванович
Генна́дий Ива́нович Невельско́й (23 ноября (5 декабря) 1813, Дракино, Костромская губерния — 17 (29) апреля 1876, Санкт-Петербург) — русский адмирал (1874 год), исследователь Дальнего Востока, основатель города Николаевска-на-Амуре. Доказал, что устье Амура доступно для входа морских судов и что Сахалин — остров.

## Биография
Геннадий Иванович Невельской родился в усадьбе Дракино(58°53′27″ с. ш. 42°21′42″ в. д.), близ Солигалича. Отец: Иван Алексеевич Невельской (1774—1823) — потомственный морской офицер, из старинного костромского дворянского рода. Мать: Феодосья Тимофеевна (1787—1854) — принадлежала к старинному дворянскому роду Полозовых; известна тем, что подвергалась судебному преследованию за негуманное отношение к крепостным крестьянам.

### В Морском корпусе
8 апреля 1829 года Геннадий Невельской поступил в Морской кадетский корпус. Начальником Морского корпуса был в то время знаменитый мореплаватель адмирал И. Ф. Крузенштерн, с именем которого связано первое российское кругосветное плавание. Среди кадетов тех времён особенной популярностью пользовалось не столько военное, сколько исследовательское, географическое направление обучения. Кадеты и гардемарины были воодушевлены знаменитыми морскими походами русских моряков. У всех на устах было открытие Антарктиды Ф. Ф. Беллинсгаузеном и М. П. Лазаревым, походы Ф. П. Врангеля, М. Н. Станюковича, Ф. П. Литке и других. Не случайно поэтому многие одноклассники Невельского впоследствии стали знаменитыми мореплавателями, исследователями, географами.
Ещё в Морском корпусе Невельской увлёкся географией Дальнего Востока. Не вполне однозначные сведения, приводимые в книгах и на картах, Геннадий Невельской подвергал сомнению. Им овладела жажда собственных географических исследований. 7 января 1831 года произведён в гардемарины.
В 1832 году Невельской в числе лучших окончил Морской кадетский корпус. 21 декабря 1832 года получил чин мичмана и в числе избранных стал слушателем только что созданного Офицерского класса (прообраз будущей Военно-морской академии). В 1836 году мичман Невельской успешно сдал экзамены за курс офицерского класса и 28 марта ему был присвоен чин лейтенанта флота.

### Первые годы службы на флоте
По окончании Офицерского класса лейтенант Невельской был назначен в эскадру адмирала Федора Петровича Литке офицером на корабль «Беллона» под командованием опытного морского офицера Самуила Ивановича Мофета. Затем служил на кораблях «Князь Варшавский» («Константин»), «Аврора» и «Ингерманланд». В эти годы он, как отлично подготовленный морской офицер, состоял вахтенным офицером при Его Высочестве Великом князе Константине Николаевиче. Цесаревич Константин, сын императора Николая I, в возрасте 9 лет был назначен генерал-адмиралом и определён под попечительство адмирала Литке. Фактическим попечителем юного Великого князя на многие годы стал Геннадий Невельской. Впоследствии это обстоятельство, возможно, послужило тому, что самовольства Невельского при освоении Амура были не только прощены, но одобрены императором Николаем I. Историк А. И. Алексеев предполагает, что Невельской в какой-то момент спас жизнь цесаревичу.
В годы службы Невельского в эскадре Литке, эта эскадра в дальних плаваниях участия не принимала, в основном плавала в пределах Европы. 15 июля 1846 года Невельской получил чин капитан-лейтенанта. Годом спустя он напросился на должность командира строившегося транспортного судна «Байкал», которое должно было отправиться на Камчатку с грузом.

### Амурская экспедиция (1849—1855)
Назначение на «Байкал» и направление на Дальний Восток Невельской рассматривал как возможность исполнить свой замысел: доказать, что в устье реки Амур можно войти из океана, и что Сахалин — остров.
Заручившись поддержкой губернатора Восточной Сибири Николая Николаевича Муравьёва и начальника главного морского штаба князя Меншикова, Невельской, без Высочайшего разрешения, летом 1849 года достиг устья Амура и обнаружил пролив между материком и островом Сахалин.
Ему удалось открыть ряд новых неизвестных прежде территорий и войти в низовья Амура. 6 декабря 1849 года ему был присвоен чин капитана 2 ранга, а уже 8 февраля 1850 года — капитана 1 ранга. В 1850 году Невельской был вновь направлен на Дальний Восток, однако с предписанием «не касаться устья Амура». Но, заботясь уже не столько о географических открытиях, сколько об интересах Российского государства, Невельской, вопреки предписанию, основал в устье Амура т. н. Николаевский пост (ныне город Николаевск-на-Амуре), подняв там российский флаг и объявив о суверенитете России над этими землями.
Самоуправные действия Невельского вызвали недовольство и раздражение в правительственных кругах России. Так называемый Особый Комитет счёл его поступок дерзостью, достойной разжалования в матросы, о чём и было доложено императору Николаю I. Однако, выслушав доклад Муравьева Н. Н., Николай I назвал поступок Невельского «молодецким, благородным и патриотическим», и даже наградил его орденом Св. Владимира 4-й степени, а на доклад Особого Комитета наложил знаменитую резолюцию: 

Где раз поднят русский флаг, там он спускаться не должен.— Статья «Амурская экспедиция» в «Военной энциклопедии» Сытина
В 1851 году Невельской был вновь направлен на Дальний Восток. В том же году он женился на девице Ельчаниновой, Екатерине Ивановне, вместе с которой и прибыл к месту службы. В последующие годы Невельской и его подчинённые осуществили детальное исследование берегов устья Амура, Амурского лимана и Татарского пролива, а также континентальных частей Амурского и Уссурийского края и острова Сахалин. При этом капитан 1 ранга, а с 26 августа 1854 года контр-адмирал Невельской от имени императора устанавливал власть России в дальневосточных территориях.
В середине 1850-х годов началось масштабное освоение Россией Амурского края под руководством губернатора Муравьёва. Миссия Невельского на этом была исчерпана. 10 декабря 1856 года он был отчислен от должности состоящего для особых поручений при генерал-губернаторе Восточной Сибири (пребывал в ней с февраля 1850 года), после чего возвратился в Санкт-Петербург.

### После Амурской экспедиции
Вернувшись в Санкт-Петербург, Геннадий Невельской в морских плаваниях больше не участвовал. Значительную часть оставшихся 20 лет жизни он посвятил систематизации материалов, собранных им в ходе Амурской экспедиции: участвовал в уточнении карт, консультировал политиков и предпринимателей. Был действительным членом Императорского Русского географического общества.
В 1857 году вошёл в состав директоров вновь созданной Амурской компании (коммерческое предприятие) и много занимался её делами.
19 сентября 1857 года был назначен членом Морского учёного совета.
В 1859 году Невельской, который за шесть лет до того будучи начальником Амурской экспедиции распорядился устроить в «Императорской» гавани зимовку (оказалась слабо подготовленной, в результате чего от холода, голода и цинги умерло 29 человек), попытался переложить вину за гибель людей на Н. В. Буссе: тот якобы не поделился продуктами и не заменил больных из экипажа транспорта «Иртыш», бывшего на рейде поста Муравьёвский. С этой целью Невельской самолично внёс изменения, прямо обвинявшие начальника поста как бы от лица лейтенанта Бошняка, в воспоминания последнего (опубликованы в № 10 журнала «Морской сборник» за 1859 год). Как выяснилось вскоре, редакция журнала поручила Невельскому лишь «просмотреть статью г. Бошняка и сказать о ней свое мнение». Николай Буссе в письме редактору от 15 марта, напечатанном в № 7 за 1860 год, изложил свою, полностью оправдывающую его, версию, представив в качестве доказательства подлинник рапорта командира «Иртыша». Однако, спустя много лет свои измышления Невельской изложил уже в главе XXIV книги «Подвиги русских морских офицеров на крайнем востоке России» (издана посмертно в 1878 году и, благодаря авторитету автора, до сих пор считается достоверным источником информации, нашедшим отражение в том числе и в художественной литературе).
1 января 1864 года Невельскому был присвоен чин вице-адмирала, 1 января 1874 года — полного адмирала. С 6 декабря 1866 года состоял членом учёного отделения Морского технического комитета.
Здоровье Невельского, подорванное в результате участия в Амурской экспедиции, периодически ухудшалось. Временами он был вынужден выезжать за границу для лечения.
Геннадий Невельской скончался 17 (29) апреля 1876 в Санкт-Петербурге, похоронен на Новодевичьем кладбище.
На надгробии могилы Г. И. Невельского на Новодевичьем кладбище Петербурга высечен неправильный год рождения: 1814 год, вместо 1813. Историк А. Алексеев объяснял это тем, что при поступлении в 1829 году в Морской корпус было представлено поддельное свидетельство о рождении, где возраст Невельского был уменьшен ровно на год. Год рождения 1814 впоследствии перешёл во все официальные документы Г. И. Невельского. Это нашло своё отражение и в надписи на надгробии.

## Книга «Подвиги русских морских офицеров на крайнем востоке России 1849—1855»
Основной целью последних лет жизни Г. И. Невельского было написание книги об Амурской экспедиции. В этом ему активно помогала супруга, Екатерина Ивановна Невельская, являвшаяся очевидицей и участницей описываемых событий. В 1875 году книга была в основном закончена. Первоначально она называлась «Действия наших морских офицеров в 1849 по исход 1855 года на отдаленном Востоке нашего Отечества и их последствия». Однако прошло ещё несколько лет, прежде чем она увидела свет. Это случилось уже после смерти Невельского. Окончательный вариант книги Г. И. Невельского под названием «Подвиги русских морских офицеров на крайнем востоке России 1849—1855» был подготовлен его вдовой и вышел в свет в 1878 году под редакцией Василия Вахтина, в санкт-петербургском издательстве «Русская скоропечатня». В перемене названия принимал участие Великий князь Константин Николаевич. В 1897 году вышло второе издание, дополненное биографией Невельского, написанной его дочерью Ольгой, а также письмами к нему его жены Екатерины Ивановны.
Уже в редакционной сноске к первой рецензии, опубликованной в 1878 году в № 3 «Морского сборника», отмечалось, что в книге «много опечаток в именах лиц и мест». В числе некоторых из них историк А. И. Алексеев указывал на то, что приказчик Российско-Американской компании Березин ошибочно назван прапорщиком, уменьшено число умерших в Императорской гавани (19 вместо 29). Всё это объяснялось ненадлежащей редактурой В. Вахтина. Причину же появления несостоятельной «легенды о пяти матросах», получившей широкое распространение (её упоминает в том числе и А. П. Чехов в «Острове Сахалин»), ищут либо в умысле издателя (Б. Полевой), либо в болезни автора во время создания записок (А. Алексеев). Однако, в дальнейшем в книге были обнаружены и другие несоответствия, искажения и подтасовки фактов.
Так на основании воспоминаний Г. И. Невельского общепринято считать, что первый на Сахалине русский военный пост Ильинский основан 30 августа 1853 года (по указанию Невельского русским исследователем Д. И. Орловым) на месте айнского селения Кусунай в устье одноимённой реки (сейчас Ильинка). Однако, благодаря сохранившемуся докладу на имя Невельского самого Орлова, стало известно, что пост Ильинский был основан 17 августа 1853 года в айнском селении Венду-эса на широте 48°50’47"N, что примерно на 105 км севернее айнского селения Кусунай (нынешнее с. Ильинское), которое Орлов также посещал, но позже, и об учреждении там поста ничего не писал. Согласно вышеуказанным координатам, в местности, где был основан изначальный пост Ильинский, сейчас располагается село Орлово Углегорского района.
Краевед И. А. Самарин, обнаруживший эти факты, объясняет причину несоответствия тем, что Невельской работал над книгой в период острого соперничества России и Японии из-за Сахалина. Японцы считали границей своих владений на острове линию Кусунай — Мануэ, поэтому якобы основание в 1853 году русского поста именно в устье Кусунай, а не севернее его, было бы важным политическим козырем. По этой же причине Невельской ничего не пишет об упоминаемых Орловым трёх постоянных японских селениях на острове, сведения о которых ему удалось собрать (Кусун-котан, Сирануси и Энру-комо).

### Легенда о пяти матросах
Среди прочего в своей книге Невельской утверждал, что в 1806 году Николай Хвостов и Гавриил Давыдов, придя в залив Анива на юге Сахалина, вследствие секретных приказаний Резанова, «оставили там, для заявления о занятии русскими Сахалина, 5 человек матросов. Эти матросы впоследствии перешли на реку Тымь, где жили оседло, и последний из них, Василий, умер на исходе 1847 года». Также он сообщал, что вернувшийся с Сахалина в марте 1852 года лейтенант Бошняк докладывал ему, будто в селении Чхар купил у местных жителей 4 листа из часовника, оставшегося от русских, живших там много лет назад. На заглавном листке того якобы сохранилась надпись «Мы, Иван, Данила, Пётр, Сергей и Василий, высажены в аянском селении Тамари-Анива Хвостовым 17 августа 1805 года; перешли на реку Тымь в 1810 году, в то время, когда пришли в Тамари японцы». На эти сведения, доверяя авторитету знаменитого путешественника, ссылается и А. П. Чехов в своей книге «Остров Сахалин», и другие авторы, в том числе современные российские журналисты. Однако советский историк Б. П. Полевой, исследовав сохранившийся в архивах листок, выяснил, что указанной надписи на нём никогда не было — всё это вымысел Невельского, возможно предпринятый c целью любой ценой обосновать исконные права России на Сахалин. Согласно мемуарам самого Н. К. Бошняка (опубликованным в 1858 году), представленный листок ему продала за небольшое количество табаку «довольно старая уже женщина», привезённая в молодости с Амгуни. Это была часть часослова, подаренного ей русскими, приходившими на Амгунь, и ни о каких надписях путешественник не упоминает. В дальнейшем Б. П. Полевой, изучив непосредственно документы плавания Хвостова в 1806—1807 гг., доказал, что тот никого в заливе Анива не оставлял. Таким образом легенда о пяти матросах показала свою несостоятельность и была полностью опровергнута.

## Семья
Жена: Екатерина Ивановна Невельская, в девичестве Ельчанинова (15 октября 1831 — 8 марта 1879), внучка М. М. Ельчанинова и племянница В. Н. Зарина; в честь неё назван мыс Екатерины (Охотское море, Амурский лиман).
Дочери:
- старшая дочь Екатерина Невельская (1 июня 1853 года — 12 мая 1854)
- Ольга Геннадьевна Сорохтина (2 апреля 1854 года — 13 октября 1933, Ницца, Франция) (муж — офицер Л. В. Сорохтин) — автор первой биографии Г. И. Невельского (1894). Детей не имела.
- Мария Геннадьевна Кукель (8 августа 1855 — примерно 1919—1920) (муж — Андрей Болеславович Кукель)
- Александра Геннадьевна Охотникова (8 апреля 1858 − 1929, Париж) (муж Платон Михайлович Охотников, офицер, позже помещик)

Сын: Николай Геннадьевич Невельской (14 сентября 1861 — примерно 1919). Женат не был.
Внуки:
- Сергей Андреевич Кукель (Кукель-Краевский) — морской офицер
- Владимир Андреевич Кукель (Кукель-Краевский) — морской офицер

Три дочери и два сына были у А. Г. Охотниковой. Их потомки живут во Франции, Бразилии, США и России.
Все даты — по старому стилю.

## Награды и звания
За отличную и усердную службу Невельской был награждён орденами:
- Св. Станислава IV (III) степени (5.12.1838),
- Св. Анны III степени (5.12.1841),
- Св. Владимира IV степени (17.12.1850),
- Св. Анны II степени с Императорской короной (1853),
- Св. Владимира III степени (6.12.1853[24]),
- Св. Станислава I степени (1855),
- Св. Анны I степени и пожизненным пенсионом в 2 тыс. рублей серебром в год (1858),
- Св. Анны I степени с Императорской короной (6.12.1866),
- Св. Владимира II степени (17.04.1870).

Также был отмечен знаком отличия беспорочной службы за XX лет (1855).

## Труды
- Невельской Г. И. Ответ на письмо г-на Бошняка в редакцию Морского Сборника // Морской сборник. — 1860. — № 3. — С. 75—76.
- Невельской Г. И. Подвиги русских морских офицеров на крайнем востоке России 1849—1855. Приамурский и Приуссурийский край. — СПб.: Русская скоропечатня, 1878.
- Невельской Г. И. Рапорт от 30 октября 1853 года по делу занятия острова Сахалина // Морской сборник. — 1899. — № 12. — С. 58—70.
- Невельской Г. И. Подвиги русских морских офицеров на крайнем востоке России. 1849—1855 / Вступ. ст. В. И. Куроедова.— 4-е изд., испр.— М.: Кучково поле, 2009.— 544 с. ISBN 978-5-9950-0069-3

## Адреса
- 1829—1832 — Набережная Лейтенанта Шмидта, дом 17 в Санкт-Петербурге, Морской кадетский корпус
- 1857—1876 — Улица Чайковского, дом 50 в Санкт-Петербурге[25]
- 1862—1876 (летние месяцы) — имение Рогозиниха (57°29′40″ с. ш. 42°16′31″ в. д.HGЯO, Заволжский район)[26][27]

## Память
- 19 сентября 2013 года Российский государственный военный историко-культурный центр при Правительстве Российской Федерации (Росвоенцентр) учредил памятную медаль «Адмирал Г. И. Невельской» (приказ № 20 Росвоенцентра от 19.09.2013).

### Суда в честь Невельского

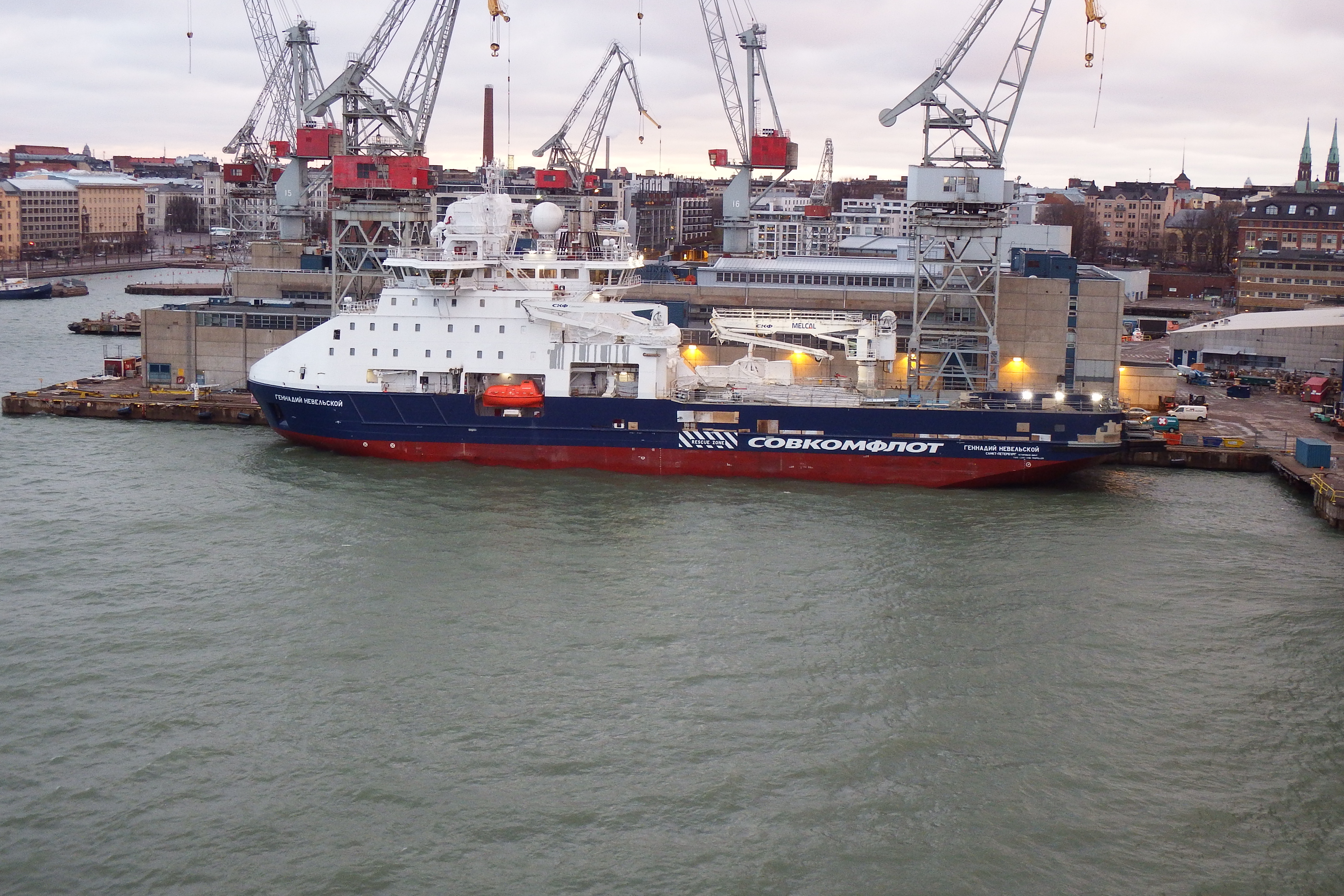
Судно «Геннадий Невельской» на верфи в Хельсинки

- Перед Первой мировой войной в Германии был заказан легкий крейсер «Адмирал Невельской». С началом войны реквизирован Германией, в германском флоте «Эльбинг».
- В 1952 году буксир-толкач проекта 10А Советского Дунайского пароходства был назван «Адмирал Невельской».
- В 1997 году Яхта «Адмирал Невельской», длиной 13,6 метров, была найдена на острове Родригес через два года после крушения. Формально яхта принадлежит Морскому Университету во Владивостоке. В 2010 году правительство России официально передало яхту во владение Почётному послу Бернарду Эрику Тифис Дегтяренко. Университет Адмирала Невельского зарегистрировал яхту в Морском музее Маврикия. Важно подчеркнуть, что это одна из самых дорогих яхт в мире в своей категории, включая её историческую важность, её стоимость достигает более нескольких миллионов долларов[28].
- Имя Г. И. Невельского носил пассажирский теплоход (проект 860) Амурского речного пароходства. В 1970-е и 1980-е годы на этом судне совершался популярный речной круиз Благовещенск — Николаевск-на-Амуре (и обратно).
- Имя Невельского носит борт VQ-BAX авиакомпании «Аэрофлот» модели Airbus A320-214[29][30].
- С 25.07.2011 г. БДК-98 проекта 775 Тихоокеанского флота России носит имя «Адмирал Невельской».
- В 2015—2017 годах на судостроительном заводе в Хельсинки построено для компании «Совкомфлот» судно снабжения ледового класса «Геннадий Невельской» (проект Р-71014)[31].

### Места в честь Невельского

Хабаровск, набережная Адмирала Невельского

- 4 ноября 1923 года открыт Солигаличский краеведческий музей им. Г. И. Невельского[32].
- Именем Невельского названы залив и пролив на Дальнем Востоке, город Невельск Сахалинской области
- Улицы имени Невельского в городах Казань, Хабаровск, Владивосток, Находка, Южно-Сахалинск, Холмск (и других городах Сахалинской области), Новосибирске, поселке Врангель и ряде других мест.
- Горы Невельского в Холмском районе и на границе Тымовского и Смирныховского районов Сахалинской области.
- Имя Невельского носит Морской государственный университет Владивостока.
- Имя Невельского носит Мореходное училище Холмска.
- С 2007 года в г. Иваново действует Иваново-Вознесенский морского кадетский корпус имени адмирала Г. И. Невельского[33].
- Зал имени Г. И. Невельского в Сахалинской областной универсальной научной библиотеке[34].
- Проезд Невельского — проезд в районе Лефортово Юго-Восточного административного округа Москвы.
- Имя Геннадия Невельского носит международный аэропорт Хабаровска.

### Памятники
- Во Владивостоке в 1897 году ему был поставлен памятник (скульптор Р. Р. Бах, архитектор — морской инженер А. Н. Антипов).
- В Музее землеведения МГУ (на 24 этаже Главного здания) установлен бюст Г. И. Невельского[35].
- Памятники в Николаевске-на-Амуре как основателю города.
- До середины 1990-х годов в Хабаровске находился памятник Г. И. Невельскому. Ночью с 17 на 18 мая 1996 года памятник в Центральном парке культуры и отдыха Хабаровска был разрушен несовершеннолетними[36]. Скульптура была демонтирована на реконструкцию и не восстановлена. В настоящее время ведётся сбор средств на создание нового памятника[37].
- В Невельске установлена бронзовая скульптура в полный рост российского адмирала в сквере им. Г. И. Невельского. Открытие памятника состоялось 12 августа 1996 г. в честь 50-летия со дня присвоения городу имени Геннадия Ивановича Невельского (скульптор Клара Михайловна Багдасарова (Москва))[38].
- 16 июля 2008 года, в г. Иркутске, на стене Крестовоздвиженского храма (место венчания Геннадия Невельского и Екатерины Ельчаниновой) была установлена мемориальная доска. Идея установки принадлежит иркутскому поэту и члену Совета ветеранов флота г. Иркутска Геннадию Гайде[39].
- Памятник в городе Корсакове Сахалинской области. Открыт в июле 2013 года[40].
- Памятник в Южно-Сахалинске открыт 25.10.2013 г. (угол проспектов Мира и Коммунистического).
- Памятник в Заволжском районе (Ивановская область) вблизи бывшего имения Рогозиниха семьи Невельских57°29′40″ с. ш. 42°16′31″ в. д.HGЯO. Открыт 29 июня 2013 года[27].
- памятник в Солигаличе.[41]

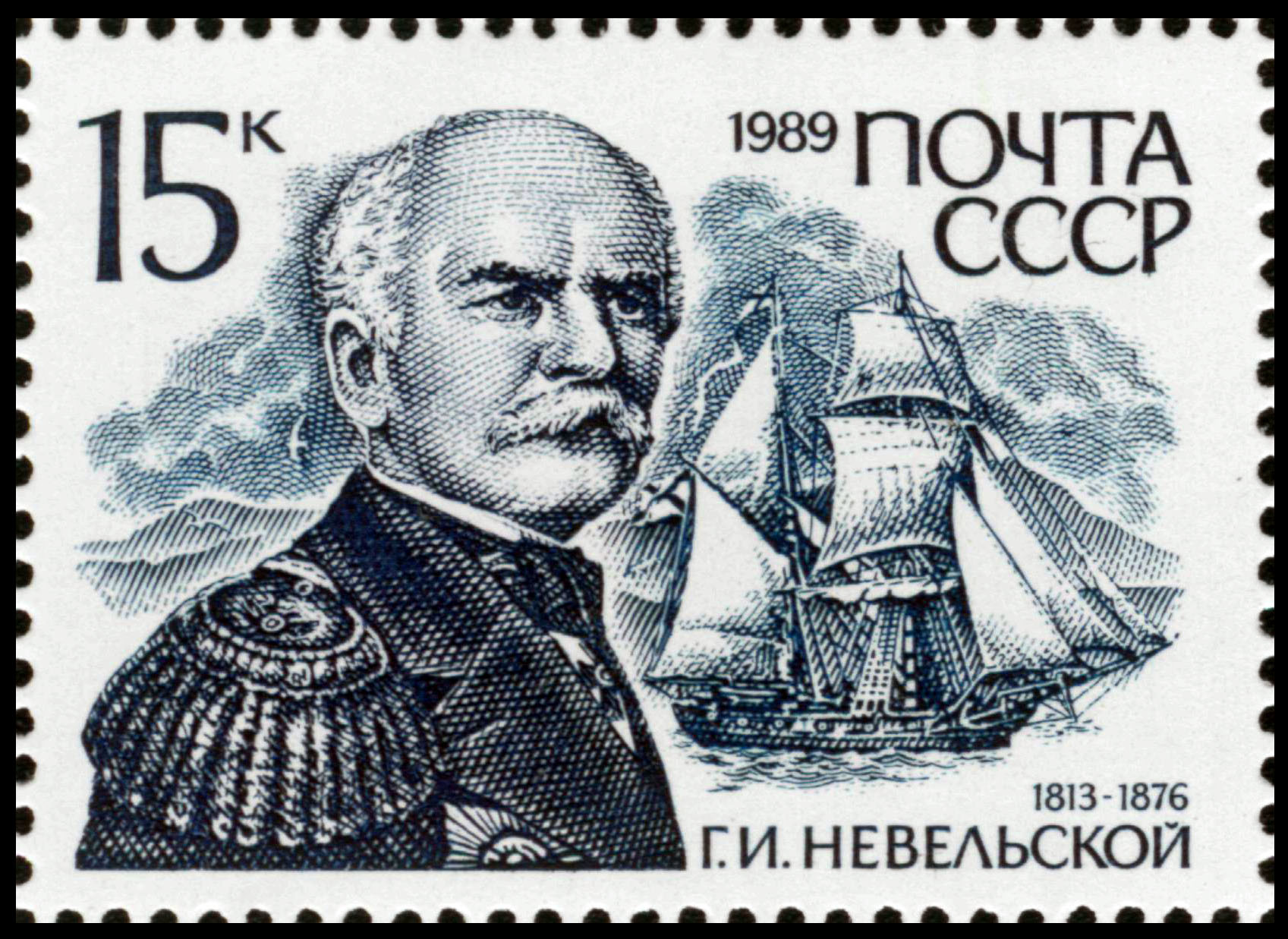
Почтовая марка СССР из серии «Адмиралы России», посвящённая Г. И. Невельскому, 1989, 15 копеек (ЦФА 6159, Скотт 5850c)
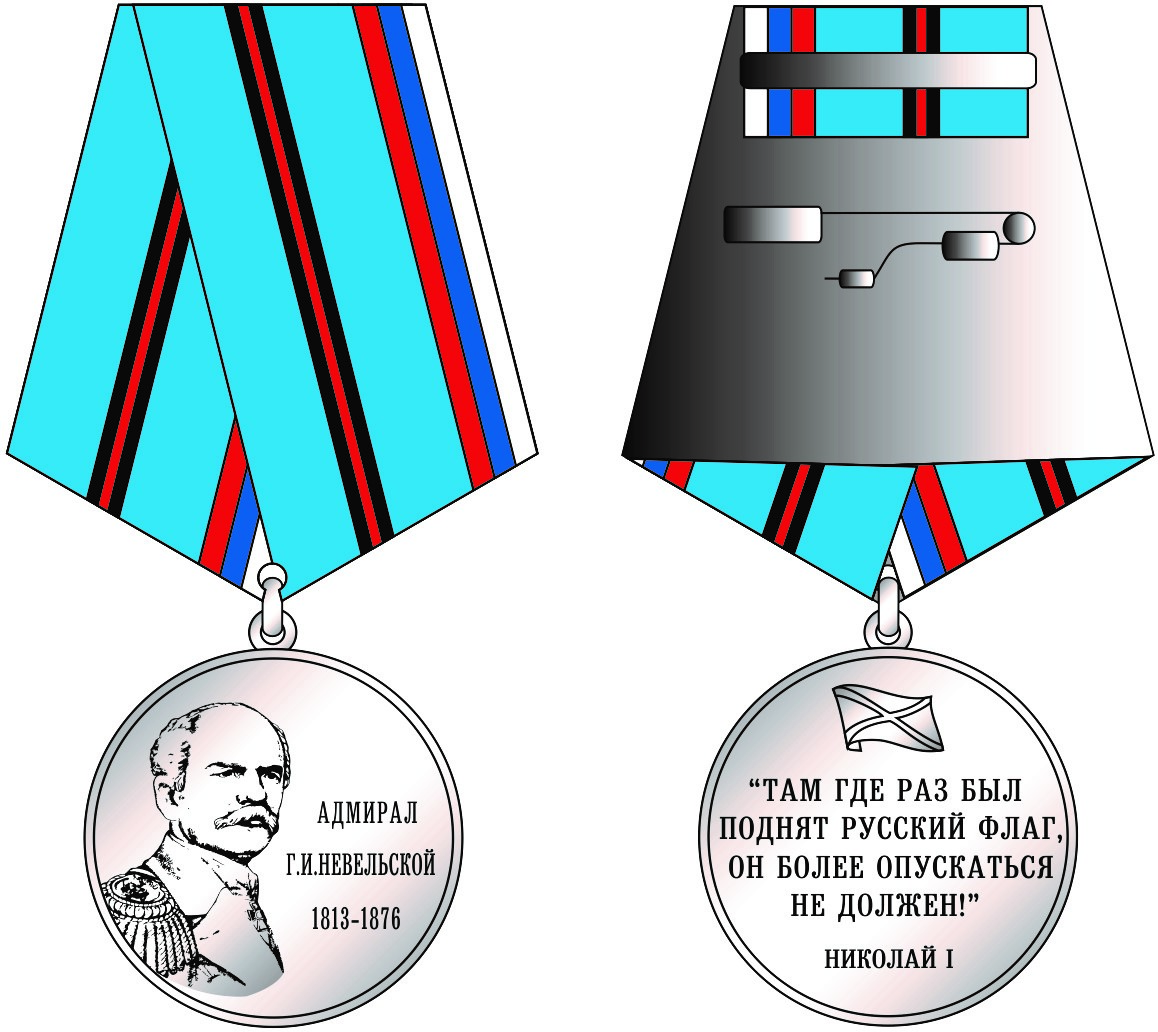
Памятная медаль «Адмирал Г. И. Невельской»
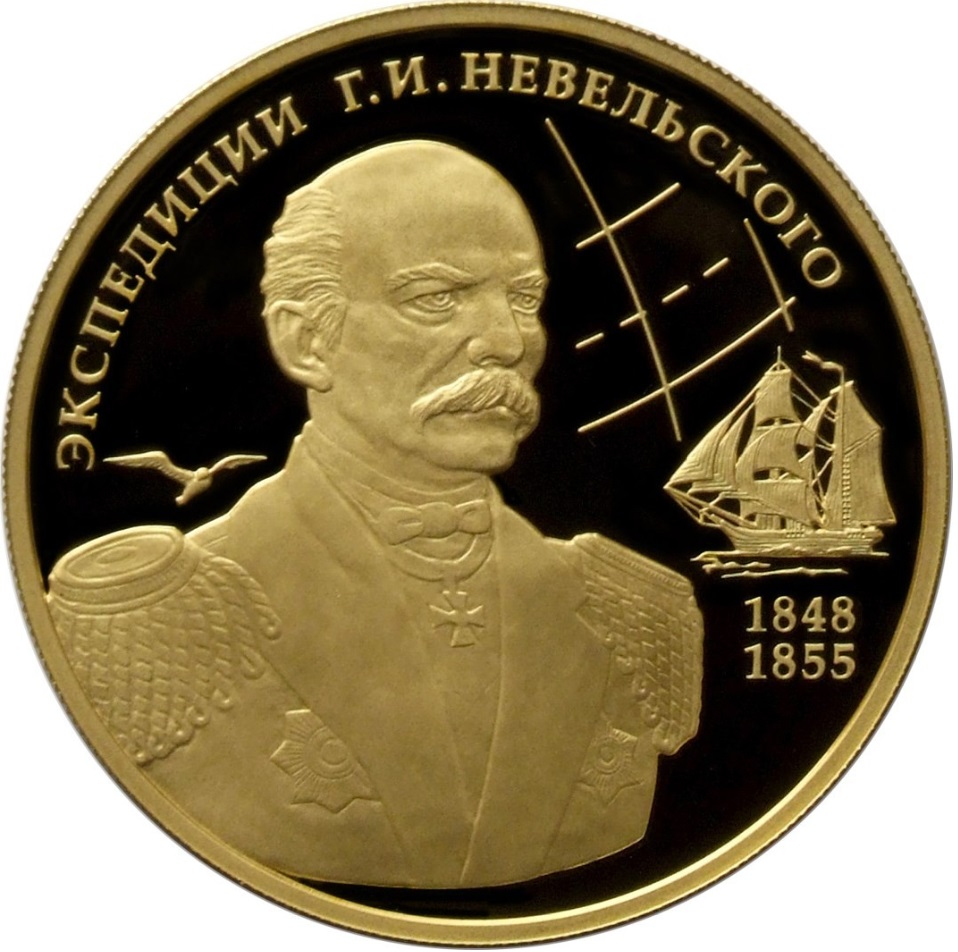
Памятная монета Банка России (2013)
Хабаровск, памятник Г. И. Невельскому. Фото 1978 года
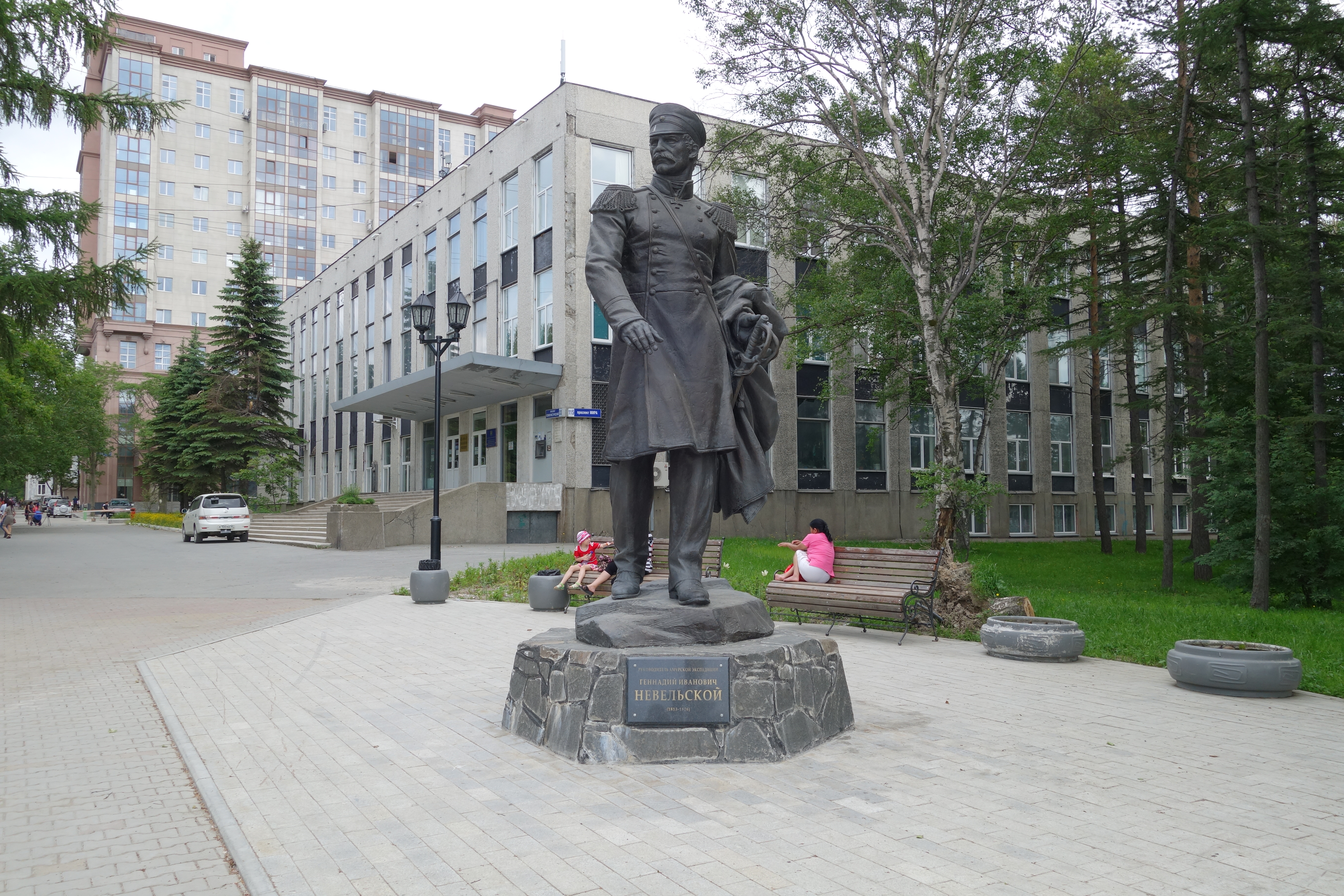
Памятник Г. И. Невельскому в Южно-Сахалинске

### Образ в литературе и искусстве

#### В литературе
- «Остров Сахалин» Чехов А. П.
- Николай Задорнов — Тетралогия: «Далёкий край», 1949; «К океану», 1950 (в 1969 доработан автором и вышел под названием «Первое открытие»); «Капитан Невельской». В 2-х кн., 1956—58; «Война за океан». В 3-х кн., 1963.
- Н. П. Петроченков — поэма «Невельской» (1953)
- Андрей Геласимов «Роза ветров» 2018.
- Кузнецов О. П. — «В ожидании конфликта» — роман об исследовании Сахалина. Есть аудиокнига.

#### Киновоплощения
- 1987 — «Залив счастья» (СССР). В роли — Сергей Сазонтьев.

### Другие реализации образа
- «Невельской: плоды воображения» — графический роман в стиле манга, созданный творческой группировкой Hero4Hero (художники Роман Иванищев и Ксения Фролова).